# Льес-Бодар, Жан-Пьер
Жан-Пьер Льес-Бода́р (фр. Jean-Pierre Liès-Bodart; 27 февраля 1811, Юканж, департамент Мозель, Франция — после 1885) — французский химик и деятель образования.

## Биография
Родился 27 февраля 1811 года в Юканже, департамент Мозель, в бедной многодетной семье лодочника Бальтазара Льеса и его жены Катрин Сколастиш Швайцер. В возрасте 16 лет был вынужден оставить школу, после чего работал в Меце в качестве подмастерья у рабочего-отбельщика, однако вскоре перебрался в Париж, где благодаря стечению обстоятельств и собственному таланту ему удалось получить образование, необходимое для учителя начальной школы. С 1831 года — учитель коммунального коллежа в Шарлевиль-су-Буа в его родном департаменте Мозель, с 1833 года — директор создававшейся там же начальной школы. В 1835 году удостоился серебряной медали, в 1844 году — ещё одной. Одновременно с этим окончил университетский курс, что позволило Льес-Бодару защитить в 1847 году сразу две диссертации по химии — в Монпелье и в Страсбурге. С 1854 года преподавал в парижской Политехнической школе. С 1856 по 1858 года — доцент, а с 1858 по 1870 годы — профессор Страсбургского университета. С 1871 года — инспектор академии в Бордо, с 1877 — генеральный инспектор по начальному образованию Франции, 24 ноября 1880 года вышел в отставку с предоставлением ему звания «почётного генерального инспектора».
С 1851 года — кавалер Ордена Почётного легиона.
Дата и место смерти неизвестны.

### Научная деятельность
В 1849 году вместе с Шарлем Фредериком Жераром первым получил форон — органическое соединение с химической формулой С9H14O, относящееся к группе кетонов.
Участвовал в написании изданного в 1882—1887 году «Словаря педагогики и начального образования» под редакцией будущего лауреата Нобелевской премии мира Фердинанда Бюиссона (автор раздела «химия»).
Автор нескольких научных и методических трудов по химии и её преподаванию в школе, а также нескольких патентов, среди которых — новый метод консервации мяса.

### Семья
18 ноября 1834 года в Шарлевиль-су-Буа женился на Катрин Софи Бодар (3 июля 1814 — ?), дочери ювелира. У четы было четверо детей:
- Алексис Жюльян (23 августа 1835 — ?)
- Виктуар Люси (12 ноября 1836 — ?)
- Барб Эстелль (5 ноября 1839 — ?)
- Бальтазар Алексис Огюст Октав (25 апреля 1843 — 1 мая 1844)[1]